# Rover 75

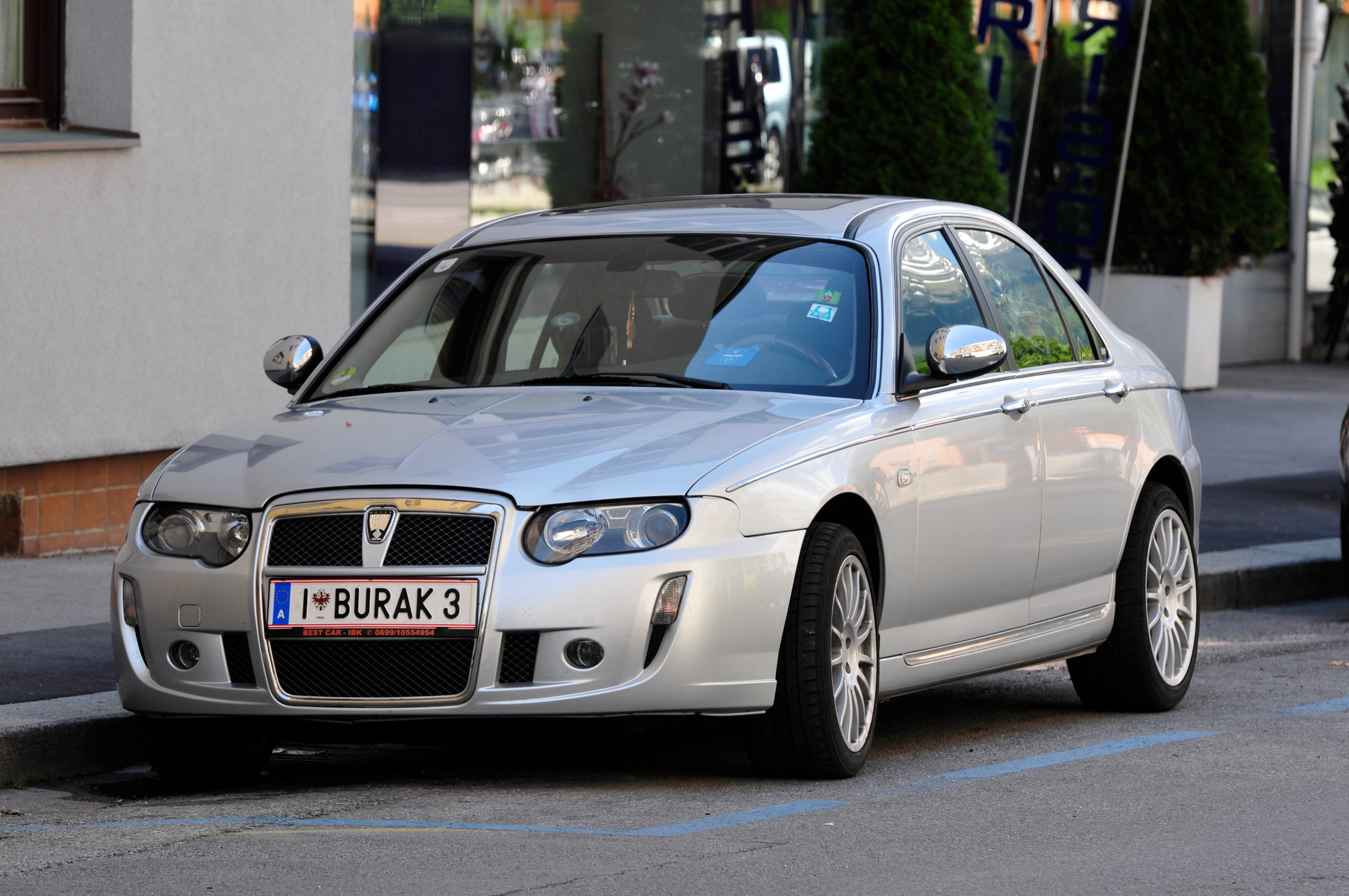
Una de las versiones más recientes de este modelo (2005).

El Rover 75 o la versión deportiva, MG ZT  fue un automóvil ejecutivo del segmento E desarrollado y producido por Rover Group en Cowley, Oxfordshire y posteriormente por MG Rover en su planta de Longbridge en Birmingham. El Rover 75 estaba disponible con carrocerías sedán de cuatro puertas y familiar de cinco puertas. Salvo la versión con motor gasolina V8, que era de tracción trasera, el resto tenía tracción delantera. 
Llamado R40 durante la etapa de desarrollo, debutó en el Salón del Automóvil de Birmingham en septiembre de 1998. Las primeras entregas comenzaron en febrero de 1999.
La producción de todos los modelos finalizó en 2005, cuando MG Rover Group entró en suspensión de pagos. Tras la compra de Rover en 2006 por Saic, la marca es renombrada como Roewe y el Rover 75 pasó a ser llamado Roewe 750.

## Historia
El desarrollo comienza con un grupo de tres nuevos diseños bajo la dirección de Richard Woolley y encargados por la marca; el propio 75, una gran berlina más grande con el nombre en código Flagship y un vehículo más pequeño denominado en clave Eric. De estos, solo prosperó el concepto 75. El objetivo inicial era rediseñar el Rover 600 (lanzado en abril de 1993) pero tras la adquisición de BMW en 1994, se decidió que esta plataforma no se podría reutilizar, reemplazase por otro modelo completamente nuevo, cuyo lanzamiento estaría programado para el finales de la década de 1990.
El trabajo del R40, nombre en código del nuevo modelo, progresó con poca interferencia operativa de BMW. El estilo fue recibido con entusiasmo por parte de la gerencia y ambas compañías creyeron que el aspecto clásico sería ideal para Rover. Los procesos de diseño avanzados incluyeron simulaciones de ensamblaje de realidad virtual en 3D. El Rover 75 debutó en el Salón del automóvil de Birmingham el 20 de octubre de 1998 y salió a la venta hasta el 17 de junio de 1999 después de haber sido ampliamente probado por la prensa automovilística.
El 75 presentó una gama de motores de gasolina y diésel de 1,8 a 2,5 litros. Los motores de gasolina provistos fueron la serie K de 4 cilindros de Rover de 1.8 litros y los seis cilindros KV6 de 24 válvulas, ofrecido en formatos 2.0 y 2.5 litros. El 2.0 litros se eliminó más tarde con la introducción del turbo de 1.8 litros por motivos de emisiones. las versiones de motor diésel fueron provistas por el grupo BMW .
La fabricación se llevó a cabo al principio en la planta de Cowley, pero en el 2000, tras la venta de la empresa por parte de BMW a Phoenix Venture Holdings, la producción se trasladó a la panta de Longbridge, en Birmingham.

### Influencia de BMW
La influencia de BMW era lo suficientemente importante, no en el desarrollo del proyecto en sí que se mantuvo al 100 % en manos de Rover, pero sí en el suministro de componentes y métodos de producción y acabado. Por lo tanto, además del bloque del motor diésel del BMW 320d (E46), muchos otros componentes mecánicos, eléctricos o electrónicos del mismo coche se instalaron en el Rover 75. Del mismo modo, todos los componentes electrónicos están conectados a un K-bus original de BMW (que también existe con el nombre de i-bus). El sistema integrado de radio/GPS/TV proviene del BMW Serie 3 E46, y como tal, puede beneficiarse de las mismas oportunidades para actualizar sus diversos componentes.
Una idea muy extendida entre la prensa durante la presentación de los 75 era que la plataforma del coche se derivaba de la del BMW Serie 5. La presencia de un gran túnel central, característico de vehículos de propulsión, parecía dar crédito a esta idea. En realidad, no era cierto. La plataforma 75 se basa, de forma indirecta, en un proyecto abandonado por BMW para un vehículo de tracción delantera. El túnel central, que no tenía que ser ocupado por un eje de transmisión debido a que el Rover 75 es de tracción delantera, está sólo con el fin de reforzar la rigidez global del chasis. Este enfoque también fue utilizado por BMW y Rover para el diseño del nuevo Mini (R50), comercializado por BMW en 2001.

## Motorizaciones
El Rover 75 se comercializó incluyendo el lanzamiento con tres motores de gasolina (1.8L de 4 cilindros, 2 litros V6 y 2.5L V6 - 120 CV a 177 CV de potencia) y un diésel de 2 litros (115 CV y 135 CV). El motor V6 de 2 litros con una potencia de 150 caballos de fuerza, fue sustituida en 2002 por una versión turbo del motor de 4 cilindros de 1.8L, el desarrollo de la misma potencia.

## Especificaciones del motor

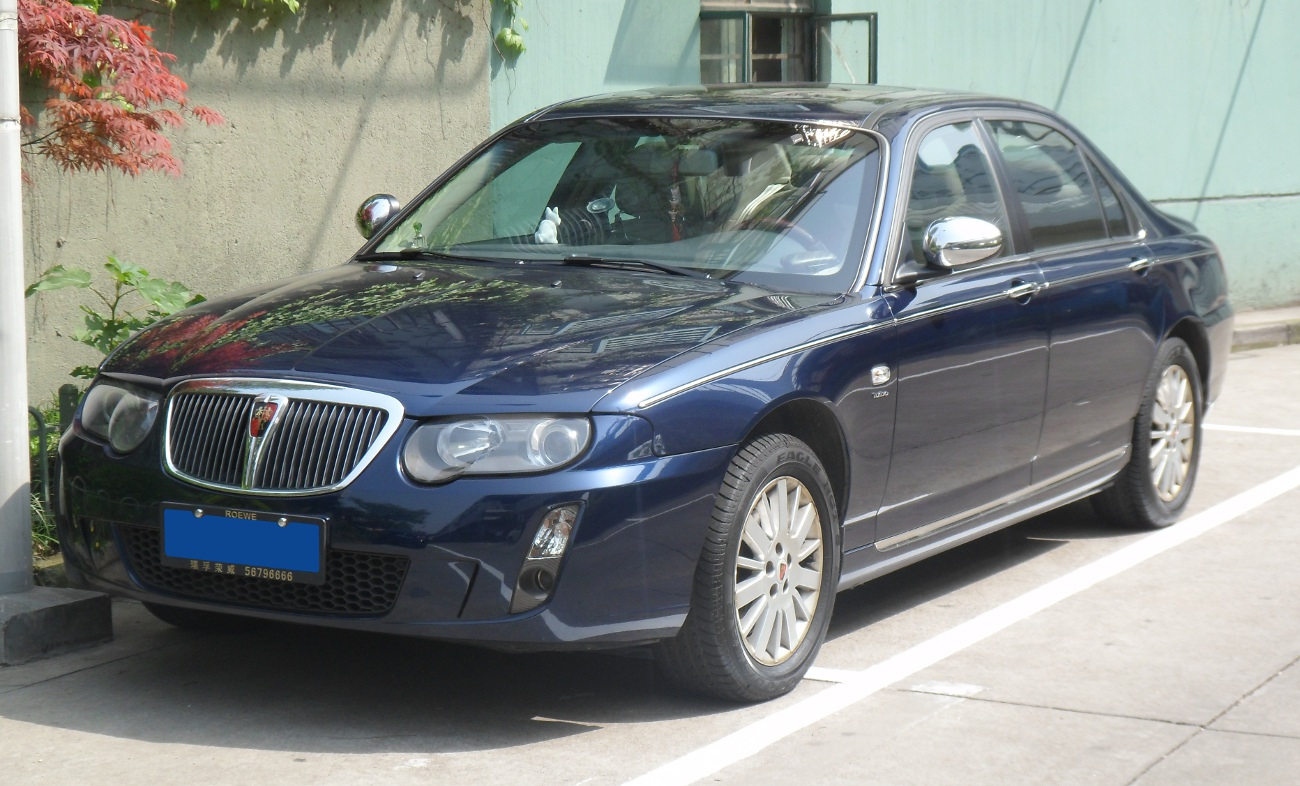
Roewe 750

El Rover 75 (y su gemelo MG ZT ) estaban propulsados por una variante de motores de gasolina y LPG K-Series y KV6 de Rover, el motor diésel M47 de BMW el cual fue designado M47 R para identificar la unidad como un Rover especial.
También se incluyó un motor modular V8 de Ford.
| Motores Gasolina | Motores Gasolina | Motores Gasolina         | Motores Gasolina   | Motores Gasolina        | Motores Gasolina       | Motores Gasolina     | Motores Gasolina | Motores Gasolina |
| Años             | Fabricante       | Modelo                   | Motor              | Potencia                | Par                    | Velocidad Max.       | 0–100 km/h       | Consumos         |
| ---------------- | ---------------- | ------------------------ | ------------------ | ----------------------- | ---------------------- | -------------------- | ---------------- | ---------------- |
| 1998–2005        | Rover            | 1.8 Manual               | 1,798 cc - L4 - NA | 120 CV (88 kW; 118 HP)  | 160 N·m (118 lb·pie)   | 194 km/h             | 10.9 s           | 7.8 L/100 km     |
| 1998–2005        | Rover            | 1.8 Automatic            | 1,798 cc - L4 - NA | 120 CV (88 kW; 118 HP)  | 160 N·m (118 lb·pie)   | 118 mph (189,9 km/h) | 12.3 s           | 9.4 L/100 km     |
| 1998–2002        | Rover            | 2.0 V6 Manual            | 1,998 cc - V6 - NA | 150 CV (110 kW; 148 HP) | 185 N·m (136,4 lb·pie) | 130 mph (209 km/h)   | 9.6 s            | 9.4 L/100 km     |
| 1998–2002        | Rover            | 2.0 V6 Automatic         | 1,998 cc - V6 - NA | 150 CV (110 kW; 148 HP) | 185 N·m (136,4 lb·pie) | 127 mph (204,4 km/h) | 10.8 s           | 10.3 L/100 km    |
| 2002-2005        | Rover            | 1.8 T Manual             | 1,798 cc - L4 - TC | 150 CV (110 kW; 148 HP) | 215 N·m (158,6 lb·pie) | 130 mph (209 km/h)   | 9.1 s            | 7.8 L/100 km     |
| 2002-2005        | Rover            | 1.8 T Automatic          | 1,798 cc - L4 - TC | 150 CV (110 kW; 148 HP) | 215 N·m (158,6 lb·pie) | 127 mph (204,4 km/h) | 9.7 s            | 8.9 L/100 km     |
| 1998–2005        | Rover            | 2.5 V6 Manual            | 2,498 cc - V6 - NA | 177 CV (130 kW; 175 HP) | 240 N·m (177 lb·pie)   | 140 mph (225 km/h)   | 8.2 s            | 9.6 L/100 km     |
| 1998–2005        | Rover            | 2.5 V6 Automatic         | 2,498 cc - V6 - NA | 177 CV (130 kW; 175 HP) | 240 N·m (177 lb·pie)   | 134 mph (215,7 km/h) | 8.9 s            | 10.5 L/100 km    |
| 2002–2005        | Rover            | 2.5 V6 Automatic LWB     | 2,498 cc - V6 - NA | 177 CV (130 kW; 175 HP) | 240 N·m (177 lb·pie)   | 134 mph (215,7 km/h) | 9.9 s            | 10.6 L/100 km    |
| 2003–2005        | Ford             | 4.6 V8 Manual            | 4,601 cc - V8 - NA | 260 CV (191 kW; 256 HP) | 410 N·m (302 lb·pie)   | 155 mph (249,4 km/h) | 6.2 s            | 12.2 L/100 km    |
| 2003–2005        | Ford             | 4.6 V8 Automatic         | 4,601 cc - V8 - NA | 260 CV (191 kW; 256 HP) | 410 N·m (302 lb·pie)   | 151 mph (243 km/h)   | 7.0 s            | 12.8 L/100 km    |
| Motores LPG      |                  |                          |                    |                         |                        |                      |                  |                  |
| Años             | Fabricante       | Modelo                   | Motor              | Potencia                | Par                    | Velocidad Max.       | (0–100 km/h      | Consumos         |
| 2002–2005        | Rover            | 2.5 V6 LPG Automatic     | 2,498 cc - V6 - NA | 177 CV (130 kW; 175 HP) | 240 N·m (177 lb·pie)   | 134 mph (215,7 km/h) | 8.9 s            | 13.3 L/100 km    |
| 2002–2005        | Rover            | 2.5 V6 LPG Automatic LWB | 2,498 cc - V6 - NA | 177 CV (130 kW; 175 HP) | 240 N·m (177 lb·pie)   | 134 mph (215,7 km/h) | 9.9 s            | 13.3 L/100 km    |
| Motores diésel   |                  |                          |                    |                         |                        |                      |                  |                  |
| Años             | Fabricante       | Modelo                   | Motor              | Potencia                | Par                    | Velocidad Max.       | (0–100 km/h)     | Consumos         |
| 1998–2005        | BMW              | 2.0 CDT Manual           | 1,951 cc - L4 - TC | 116 CV (85 kW; 114 HP)  | 260 N·m (192 lb·pie)   | 120 mph (193 km/h)   | 11.0 s           | 5.50 L/100 km    |
| 1998–2005        | BMW              | 2.0 CDT Automatic        | 1,951 cc - L4 - TC | 116 CV (85 kW; 114 HP)  | 260 N·m (192 lb·pie)   | 118 mph (189,9 km/h) | 12.2 s           | 6.91 L/100 km    |
| 2002–2005        | BMW              | 2.0 CDTi Manual          | 1,951 cc - L4 - TC | 131 CV (96 kW; 129 HP)  | 300 N·m (221 lb·pie)   | 121 mph (194,7 km/h) | 10.0 s           | 5.65 L/100 km    |
| 2002–2005        | BMW              | 2.0 CDTi Automatic       | 1,951 cc - L4 - TC | 131 CV (96 kW; 129 HP)  | 300 N·m (221 lb·pie)   | 118 mph (189,9 km/h) | 10.6 s           | 6.91 L/100 km    |
| 2002–2005        | BMW              | 2.0 CDTi Automatic LWB   | 1,951 cc - L4 - TC | 131 CV (96 kW; 129 HP)  | 300 N·m (221 lb·pie)   | 118 mph (189,9 km/h) | 11.8 s           | 6.91 L/100 km    |

## Producción china

### Brilliance B8
En 2002 MG Rover y Huachen Automotive Group Holdings Co. Ltd., más conocida por su marca Brilliance Auto Group,  comenzaron a negociar expandir su línea de productos con una berlina, por lo que escogieron al Rover 75. Durante estas conversaciones, Rover envió a China 24 unidades renombradas como Brilliance B8, todas ellas equipadas por el motor V6 de 2,5 litros. En principio estuvieron destinadas como prototipos de pruebas y demostración. Pero lo que no se esperaron que fueran matriculadas y vendidas a través de concesionarios. Debido a que no se concretó la joint venture, fueron los únicos 24 Brilliance B8 que han existido.

### Roewe 750

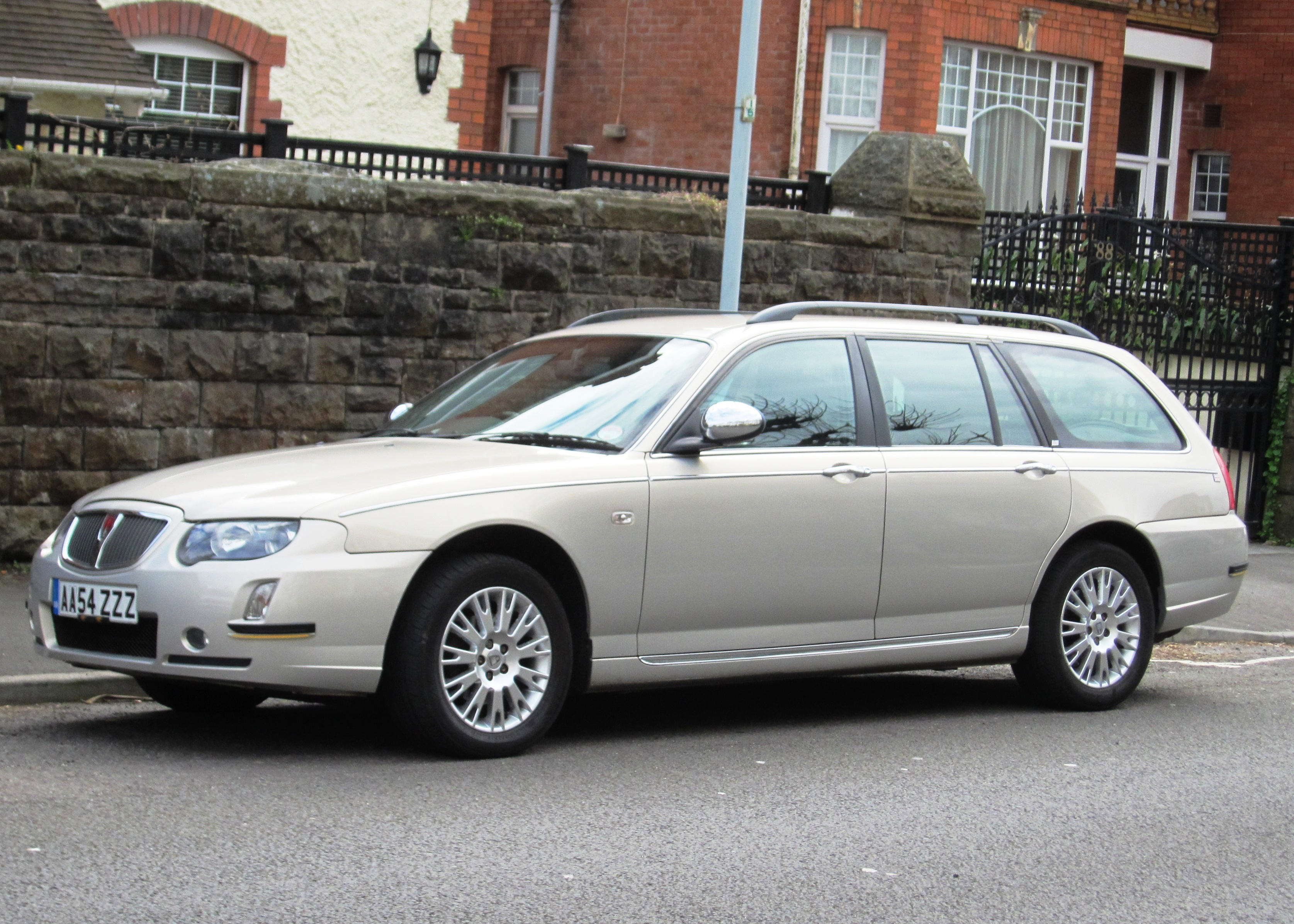
Rover 75 familiar (2004).

Antes de que el  MG Rover Group se declarase en quiebra en abril de 2005, el diseño industriial del Rover 75 fue comprado por Shanghai Automotive Industry Corporation (SAIC) en marzo del mismo año. aunque el nuevo propietario de MG Rover Group, Nanjing Automobile Corporation (NAC) adquirió las herramientas para su fabricación. Ambas empresas lanzaron versiones revisadas del 75/ZT en China. El modelo de SAIC se denominó Roewe 750. Se utilizó este término tras la venta de BMW de la marca Rover a Ford para proteger la marca Land Rover, filial que habían adquirido en el 2000. Por ello SAIC creó la marca Roewe para su uso en todo el mundo y NAC utilizó MG 7.
La marca Roewe y el Roewe 750 se lanzaron en el Salón del Automóvil de Beijing en noviembre de 2006. El 750 se basa en la plataforma 75 de distancia entre ejes más larga y fue desarrollada por empresa de ingeniería Ricardo.
NAC lanzó el MG 7 en marzo de 2007 y también presentó una versión de batalla larga que denominaron MG 7L.